# 下顎神経硬膜枝
下顎神経硬膜枝（かがくしんけいこうまくし）は脳神経の一つ。三叉神経第三枝である下顎神経の枝で、硬膜を支配する。

## 経路
中硬膜動脈と共に、棘孔から頭蓋内へと入る。動脈の本管とともに走行し、硬膜を支配する。
- 後枝は乳突蜂巣の粘膜も支配する。
- 前枝は上顎神経の硬膜枝とつながる。